# Юг (САЩ)
Югът или Южни щати (на английски: The South, American South) е макрорегион в САЩ. По определения на Бюрото за преброяване на населението в него се събират 16 щата и около 100 милиона жители на площ от 2 384 143 km². Най-населеният щат е Тексас.
От културна гледна точка наименованието се отнася главно за бившите конфедеративни американски щати, които се отцепват от САЩ след избора за президент на Абрахам Линкълн, който е за пълната забрана на робския труд. След като загубват последвалата гражданска война, федералното управление поема за известно време директен контрол върху Южните щати, като въвежда политики за подобрение на ситуацията на чернокожото население. 
Част от тогавашните разлики между южни и северни щати е икономическата структура, като Югът зависи до голяма степен от отглеждането на памук, за който е нужен робски труд, докато северната част на държавата се индустриализира с бързи темпове и създава работническа и потребителска култура.

## Щати
- Алабама
- Арканзас
- Вирджиния
- Джорджия
- Западна Вирджиния
- Кентъки
- Луизиана
- Мисисипи
- Северна Каролина
- Тенеси
- Флорида
- Южна Каролина
- Тексас